# Nuoto pinnato ai Giochi del Mediterraneo sulla spiaggia
Il nuoto pinnato è inserito nel programma dei Giochi del Mediterraneo sulla spiaggia sin dall'edizione inaugurale che si è svolta nel 2013, comprendendo sia gare maschili che gare femminili. 

## Edizioni
| Giochi | Anno | Sede      | Gare |
| ------ | ---- | --------- | ---- |
| I      | 2015 | Pescara   | 23   |
| II     | 2019 | Patrasso  | 21   |
| III    | 2023 | Heraklion | 21   |

## Medagliere complessivo
Aggiornato alla terza edizione
| Pos.   | Paese   | Oro | Argento | Bronzo | Totale |
| ------ | ------- | --- | ------- | ------ | ------ |
| 1      | Italia  | 28  | 18      | 20     | 56     |
| 2      | Grecia  | 22  | 17      | 11     | 50     |
| 3      | Francia | 5   | 8       | 10     | 23     |
| 4      | Egitto  | 4   | 2       | 2      | 8      |
| 5      | Turchia | 2   | 4       | 4      | 10     |
| 6      | Spagna  | 1   | 4       | 2      | 7      |
| 7      | Croazia | 1   | 4       | 3      | 8      |
| 8      | Tunisia | 1   | 3       | 9      | 13     |
| 9      | Algeria | 1   | 0       | 1      | 2      |
| 10     | Serbia  | 0   | 1       | 0      | 1      |
| Totale | Totale  | 65  | 65      | 65     | 195    |